# Milton Selzer
Milton Selzer (Lowell, 25 ottobre 1918 – Oxnard, 21 ottobre 2006) è stato un attore statunitense.
Per il cinema conseguì dal 1959 al 1988 più di 20 partecipazioni mentre per la televisione diede vita a numerosi personaggi in oltre 170 produzioni dal 1951 al 1995.

## Biografia
Milton Selzer nacque a Lowell, in Massachusetts, il 25 ottobre 1918 da una famiglia di origine ebrea. Dopo il diploma a Portsmouth, frequentò l'Università del New Hampshire prima di servire nella seconda guerra mondiale. Terminato il conflitto, si trasferì a New York per frequentare l'American Academy of Dramatic Arts. Iniziò sua carriera di attore con piccole parti in teatro a Broadway. Debuttò in televisione agli inizi degli anni cinquanta, nel periodo d'oro della televisione statunitense, e al cinema alla fine dello stesso decennio.
Il suo ricco curriculum televisivo lo vede comparire in praticamente tutte le più popolari serie televisive degli anni cinquanta e sessanta, spesso in più di un episodio. Tra i ruoli sono da ricordare Fernando in un doppio episodio della serie antologica Playhouse 90 (1959), più un altro episodio sempre nella stessa serie con un altro ruolo, Parker in sette episodi della serie Get Smart (1965-1966), Nathan Davidoff in un doppio episodio della serie Kojak (1974), il giudice Morris Hood in tre episodi della serie Avvocati a Los Angeles (1987), Abe Werkfinder in 20 episodi della serie Teddy Z (1989-1990) e Manny Henry in oltre 60 puntate della serie Hollywood - La valle delle bambole (1994). Inanellò molte altre partecipazioni dagli anni cinquanta agli anni novanta come guest star o interprete di personaggi perlopiù minori, anche con ruoli diversi in più di un episodio, come in tre episodi di You Are There, tre episodi di The Alcoa Hour, tre episodi di Sunday Showcase, quattro episodi di Gli intoccabili, tre episodi di F.B.I., quattro episodi di Gunsmoke e tre episodi di Needles and Pins.
Il grande schermo lo vide interprete di diversi personaggi tra cui quelli di Peddie in Le otto celle della morte (1959), il dottor Walsh in Il giardino della violenza (1961), Sokal in Cincinnati Kid (1965), Fleeson in Posta grossa a Dodge City (1966), Bartowski in Spie oltre il fronte (1968), Bart Langner in Quando muore una stella (1968), Mr. Mullins in Il martello macchiato di sangue (1971), Miller in Un altro uomo, un'altra donna (1977), il dottor Burroughs in Capricorn One (1977), il dottor Vogel in Blitz nell'oceano (1980) e Merlin Hinkle in Tapeheads (1988).
Terminò la carriera televisiva interpretando Ira Glass nel film per la televisione Cagney & Lacey: Together Again che fu mandato in onda il 2 maggio 1995. Per ciò che concerne il suo curriculum cinematografico, l'ultima interpretazione risale al film  Sulle tracce dell'assassino (1988) in cui interpreta Berger.
Morì a Oxnard il 21 ottobre 2006, all'età di 87 anni, per complicazione polmonari e di un ictus e fu cremato.

## Filmografia

### Cinema
- Le otto celle della morte (The Last Mile), regia di Howard W. Koch (1959)
- Pugni, pupe e pepite (North to Alaska), regia di Henry Hathaway (1960)
- Il giardino della violenza (The Young Savages), regia di John Frankenheimer (1961)
- L'assassino viene ridendo (The Yellow Canary), regia di Buzz Kulik (1963)
- Marnie, regia di Alfred Hitchcock (1964)
- Cincinnati Kid (The Cincinnati Kid), regia di Norman Jewison (1965)
- Posta grossa a Dodge City (A Big Hand for the Little Lady), regia di Fielder Cook (1966)
- Spie oltre il fronte (In Enemy Country), regia di Harry Keller (1968)
- Quando muore una stella (The Legend of Lylah Clare), regia di Robert Aldrich (1968)
- Il martello macchiato di sangue (Blood and Lace), regia di Philip S. Gilbert (1971)
- La signora del blues (Lady Sings the Blues), regia di Sidney J. Furie (1972)
- Un altro uomo, un'altra donna (Un autre homme, une autre chance), regia di Claude Lelouch (1977)
- Capricorn One, regia di Peter Hyams (1978)
- Tuta blu (Blue Collar), regia di Paul Schrader (1978)
- Le radici della paura (The Evil), regia di Gus Trikonis (1978)
- Blitz nell'oceano (Raise the Titanic), regia di Jerry Jameson (1980)
- La forza dell'amore (The Buddy System), regia di Glenn Jordan (1984)
- Sid e Nancy (Sid and Nancy), regia di Alex Cox (1986)
- Walker - Una storia vera (Walker), regia di Alex Cox (1987)
- Tapeheads, regia di Bill Fishman (1988)
- Sulle tracce dell'assassino (Shoot to Kill), regia di Roger Spottiswoode (1988)
- Scuba School - Che coraggio, ragazzi! (Last Resort), regia di Rafal Zielinski (1994)

### Televisione
- Danger – serie TV, un episodio (1951)
- You Are There – serie TV, 3 episodi (1954-1955)
- Studio One – serie TV, 6 episodi (1954-1957)
- The Big Story – serie TV, 2 episodi (1956-1957)
- The Alcoa Hour – serie TV, 3 episodi (1956)
- The United States Steel Hour – serie TV, un episodio (1957)
- Playhouse 90 – serie TV, 3 episodi (1958-1959)
- Kraft Television Theatre – serie TV, un episodio (1958)
- Sunday Showcase – serie TV, 3 episodi (1959-1960)
- Deadline – serie TV, un episodio (1959)
- Armstrong Circle Theatre – serie TV, un episodio (1959)
- Una donna poliziotto (Decoy) – serie TV, un episodio (1959)
- Brenner – serie TV, un episodio (1959)
- Five Fingers – serie TV, un episodio (1959)
- Gunsmoke – serie TV, 4 episodi (1960-1970)
- The Fifth Column – film TV (1960)
- Buick-Electra Playhouse – serie TV, un episodio (1960)
- Play of the Week – serie TV, 2 episodi (1960)
- Omnibus – serie TV, un episodio (1960)
- Lotta senza quartiere (Cain's Hundred) – serie TV, 2 episodi (1961-1962)
- Have Gun - Will Travel – serie TV, 2 episodi (1961-1962)
- Scacco matto (Checkmate) – serie TV, 2 episodi (1961-1962)
- Gli intoccabili (The Untouchables) – serie TV, 4 episodi (1961-1962)
- Michael Shayne – serie TV episodio 1x17 (1961)
- Avventure in paradiso (Adventures in Paradise) – serie TV, un episodio (1961)
- The Robert Herridge Theater – serie TV, un episodio (1961)
- The Aquanauts – serie TV, 2 episodi (1961)
- Peter Gunn – serie TV, episodio 3x31 (1961)
- The Asphalt Jungle – serie TV, 2 episodi (1961)
- Way Out – serie TV, un episodio (1961)
- The Investigators – serie TV, episodio 1x07 (1961)
- General Electric Theater – serie TV, episodio 10x09 (1961)
- I detectives (The Detectives) – serie TV, episodio 3x12 (1961)
- The DuPont Show of the Week – serie TV, 3 episodi (1962-1963)
- Ai confini della realtà (The Twilight Zone) – serie TV, 2 episodi (1962-1964)
- La parola alla difesa (The Defenders) – serie TV, 3 episodi (1962-1964)
- The Farmer's Daughter – film TV (1962)
- The Dick Powell Show – serie TV, episodio 2x10 (1962)
- The New Breed – serie TV, episodio 1x35 (1962)
- Route 66 – serie TV, un episodio (1962)
- Sam Benedict – serie TV, un episodio (1962)
- Stoney Burke – serie TV, un episodio (1962)
- Alcoa Premiere – serie TV, un episodio (1962)
- Perry Mason – serie TV, 2 episodi (1963-1964)
- Combat! – serie TV, un episodio (1963)
- General Hospital – serie TV (1963)
- Ben Casey – serie TV, episodio 3x24 (1964)
- Polvere di stelle (Bob Hope Presents the Chrysler Theatre) – serie TV, un episodio (1964)
- Slattery's People – serie TV, episodio 1x06 (1964)
- Organizzazione U.N.C.L.E. (The Man from U.N.C.L.E.) – serie TV, un episodio (1964)
- Viaggio in fondo al mare (Voyage to the Bottom of the Sea) – serie TV, un episodio (1964)
- Get Smart – serie TV, 7 episodi (1965-1966)
- Gli inafferrabili (The Rogues) – serie TV, episodio 1x17 (1965)
- Profiles in Courage – serie TV, un episodio (1965)
- Mr. Novak – serie TV, episodio 2x21 (1965)
- A Man Called Shenandoah – serie TV, episodio 1x03 (1965)
- Il fuggiasco (The Fugitive) – serie TV, 2 episodi (1965)
- Convoy – serie TV, episodio 1x06 (1965)
- The Wackiest Ship in the Army – serie TV, episodio 1x09 (1965)
- Pattuglia del deserto (The Rat Patrol) – serie TV, 2 episodi (1966-1967)
- F.B.I. (The F.B.I.) – serie TV, 3 episodi (1966-1968)
- Quella strana ragazza (That Girl) – serie TV, 3 episodi (1966-1968)
- Daniel Boone – serie TV, un episodio (1966)
- Il virginiano (The Virginian) – serie TV, episodio 5x07 (1966)
- Iron Horse – serie TV, episodio 1x08 (1966)
- Hawk l'indiano (Hawk) – serie TV, episodio 1x09 (1966)
- Squadra speciale anticrimine (The Felony Squad) – serie TV, episodi 1x14 (1966)
- Codice Gerico (Jericho) – serie TV, episodio 1x14 (1966)
- Gli eroi di Hogan (Hogan's Heroes) – serie TV, 2 episodi (1967-1968)
- Missione impossibile (Mission: Impossible) – serie TV, 5 episodi (1967-1972)
- Gli invasori (The Invaders) – serie TV, un episodio (1967)
- Al banco della difesa (Judd for the Defense) – serie TV, un episodio (1967)
- Hawaii squadra cinque zero (Hawaii Five-O) – serie TV, 6 episodi (1968-1978)
- Selvaggio west (The Wild Wild West) – serie TV, episodio 3x20 (1968)
- Ironside – serie TV, 2 episodi (1969-1972)
- Mannix – serie TV, 3 episodi (1969-1973)
- Il fantastico mondo di Mr. Monroe (My World and Welcome to It) – serie TV, un episodio (1969)
- In nome della giustizia (The Bold Ones: The Protectors) – serie TV, un episodio (1969)
- Ai confini dell'Arizona (The High Chaparral) – serie TV, episodio 3x07 (1969)
- Formula per un delitto (Along Came a Spider) – film TV (1970)
- Mod Squad, i ragazzi di Greer (The Mod Squad) – serie TV, un episodio (1970)
- Dan August – serie TV, un episodio (1970)
- Il rifugio del corvo (Crowhaven Farm) – film TV (1970)
- Matt Lincoln – serie TV, un episodio (1970)
- La fattoria dei giorni felici (Green Acres) – serie TV, un episodio (1971)
- Who Killed the Mysterious Mr. Foster? – film TV (1971)
- Room 222 – serie TV, un episodio (1971)
- Vita da strega (Bewitched) – serie TV, un episodio (1971)
- The Bill Cosby Show – serie TV, un episodio (1971)
- I nuovi medici (The Bold Ones: The New Doctors) – serie TV, un episodio (1971)
- Uno sceriffo a New York (McCloud) – serie TV, un episodio (1971)
- O'Hara, U.S. Treasury – serie TV, un episodio (1971)
- The Bold Ones: The Lawyers – serie TV, un episodio (1971)
- Jigsaw – film TV (1972)
- Keep the Faith – film TV (1972)
- Awake and Sing – film TV (1972)
- Search – serie TV, un episodio (1972)
- Temperatures Rising – serie TV, 2 episodi (1973-1974)
- Le strade di San Francisco (The Streets of San Francisco) – serie TV, 2 episodi (1973-1976)
- The Lie – film TV (1973)
- Murdock's Gang – film TV (1973)
- Rx for the Defense – film TV (1973)
- Difesa a oltranza (Owen Marshall, Counselor at Law) – serie TV, un episodio (1973)
- Key West – film TV (1973)
- Needles and Pins – serie TV, 3 episodi (1973)
- Sulle strade della California (Police Story) – serie TV, 5 episodi (1974-1977)
- Marcus Welby (Marcus Welby, M.D.) – serie TV, un episodio (1974)
- Barnaby Jones – serie TV, un episodio (1974)
- Il mago (The Magician) – serie TV, un episodio (1974)
- The Bob Newhart Show – serie TV, un episodio (1974)
- Kojak – serie TV, 2 episodi (1974)
- Il simbolo del sesso (The Sex Symbol) – film TV (1974)
- This Is the West That Was – film TV (1974)
- Agenzia Rockford (The Rockford Files) – serie TV, 2 episodi (1975-1978)
- Pepper Anderson agente speciale (Police Woman) – serie TV, un episodio (1975)
- The Abduction of Saint Anne – film TV (1975)
- Cannon – serie TV, un episodio (1975)
- I Jefferson (The Jeffersons) – serie TV, episodio 1x03 (1975)
- Lucas Tanner – serie TV, un episodio (1975)
- The ABC Afternoon Playbreak – serie TV, un episodio (1975)
- Archer – serie TV, un episodio (1975)
- Barney Miller – serie TV, un episodio (1975)
- Bronk – serie TV, un episodio (1975)
- Hey, I'm Alive – film TV (1975)
- McMillan e signora (McMillan & Wife) – serie TV, un episodio (1975)
- Mr. & Ms. and the Magic Studio Mystery – film TV (1975)
- L'uomo da sei milioni di dollari (The Six Million Dollar Man) – serie TV, un episodio (1975)
- The Wide World of Mystery – serie TV, un episodio (1975)
- Ultimo indizio (Jigsaw John) – serie TV, un episodio (1976)
- One of My Wives Is Missing – film TV (1976)
- NBC Special Treat – serie TV, un episodio (1976)
- Arcibaldo (All in the Family) – serie TV, un episodio (1976)
- ABC Afterschool Specials – serie TV, un episodio (1976)
- Codice R (Code R) – serie TV, un episodio (1977)
- Sanford and Son – serie TV, un episodio (1977)
- Hunter – serie TV, un episodio (1977)
- The Feather and Father Gang – serie TV, un episodio (1977)
- Quincy (Quincy M.E.) – serie TV, 2 episodi (1978-1980)
- To Kill a Cop – film TV (1978)
- Fantasilandia (Fantasy Island) – serie TV, un episodio (1978)
- The Harvey Korman Show – serie TV, 4 episodi (1978)
- Sword of Justice – serie TV, un episodio (1978)
- Vega$ – serie TV, un episodio (1978)
- Wonder Woman – serie TV, un episodio (1979)
- The Triangle Factory Fire Scandal – film TV (1979)
- Dan August: The Jealousy Factor – film TV (1980)
- Scruples – miniserie TV (1980)
- Hagen – serie TV, un episodio (1980)
- La casa nella prateria (Little House on the Prairie) – serie TV, episodio 7x03 (1980)
- No Place to Hide – film TV (1981)
- Un bacio da un milione di dollari (The Million Dollar Face) – film TV (1981)
- The People vs. Jean Harris – film TV (1981)
- The Adventures of Nellie Bly – film TV (1981)
- Lou Grant – serie TV, un episodio (1982)
- New York New York (Cagney & Lacey) – serie TV, un episodio (1982)
- Dynasty – serie TV, un episodio (1983)
- Hill Street giorno e notte (Hill Street Blues) – serie TV, 2 episodi (1983)
- Why Me? – film TV (1984)
- Trapper John (Trapper John, M.D.) – serie TV, un episodio (1984)
- Saranno famosi (Fame) – serie TV, un episodio (1984)
- Berrenger's – serie TV, un episodio (1985)
- Ritratto nello specchio – film TV (1985)
- A cuore aperto (St. Elsewhere) – serie TV, un episodio (1986)
- Avvocati a Los Angeles (L.A. Law) – serie TV, 3 episodi (1987)
- Un anno nella vita (A Year in the Life) – serie TV, un episodio (1988)
- Teddy Z (The Famous Teddy Z) – serie TV, 20 episodi (1989-1990)
- MacGyver – serie TV, 2 episodi (1990)
- She-Wolf of London – serie TV, un episodio (1991)
- Doogie Howser, M.D. – serie TV, un episodio (1991)
- Ragionevoli dubbi (Reasonable Doubts) – serie TV, un episodio (1992)
- Miss Rose White – film TV (1992)
- Down the Shore – serie TV, un episodio (1993)
- Hollywood - La valle delle bambole (Valley of the Dolls) – serie TV, 65 episodi (1994)
- Walker Texas Ranger (Walker, Texas Ranger) – serie TV, un episodio (1995)
- Cagney & Lacey: Together Again – film TV (1995)

## Doppiatori italiani
Nelle versioni in italiano delle opere in cui ha recitato, Milton Selzer è stato doppiato da:
- Fabio Tarascio ne I Jefferson
- Antonio Paiola in Sid & Nancy (ridoppiaggio)